# Diagonal (matris)
I linjär algebra är diagonalen eller huvuddiagonalen i en kvadratisk matris följden av element från dess övre vänstra till dess nedre högra hörn. Med andra ord, om n×n-matrisen A har elementet aij i den unika positionen i rad i och kolumn j, så består dess diagonal av följden {\displaystyle (a_{11},a_{22},\ldots ,a_{nn})}.
Diagonalen ovanför huvuddiagonalen kallas superdiagonal och diagonalen nedanför huvuddiagonalen kallas subdiagonal.
En n×n-matris A är en diagonalmatris, om samtliga element utanför huvuddiagonalen är 0:
{\displaystyle {\begin{bmatrix}a_{1,1}&0&\cdots &0\\0&a_{2,2}&\cdots &0\\\vdots &&&\vdots \\0&0&\cdots &a_{n,n}\end{bmatrix}}}
Ibland kallas inte bara huvuddiagonalen för diagonal, utan varje uppsättning om n element som har precis ett element ur varje rad och precis ett element ur varje kolonn kallas för en diagonal. Med denna vidare definition blir till exempel (för n=3) {\displaystyle a_{12},a_{23},a_{31}\,} en diagonal. En n×n-matris har i denna mening n! (n-fakultet) många sådana "allmänna diagonaler".